# TPA9 HD
TPA9 HD fue un canal de televisión público español en alta definición que emite en pruebas en el Principado de Asturias, gestionado por Radiotelevisión del Principado de Asturias, emitiendo una imagen fija con el sonido de RPA.
El canal cesó su emisión el 12 de febrero de 2024 con el lanzamiento de las señales en alta definición de los canales TPA7 y TPA8.

## Historia
TPA HD realizó su primera emisión el 24 de mayo de 2009 con el partido Real Oviedo - Mallorca B, perteneciente a la fase de ascenso a 2ª División B, aunque no sería hasta el 27 de marzo de 2010 cuando comenzase a emitir en pruebas con el partido Real Zaragoza-Valencia de Liga, así como el mundial de Fórmula 1, los partidos de la UEFA Champions League y de Primera División y otros acontecimientos producidos en HD.
Desde el 13 de noviembre de 2011, TPA HD pasó a denominarse TPA9 HD.
El 12 de febrero de 2024, TPA9 HD cesó su emisión con el lanzamiento de las señales en alta definición de los canales TPA7 y TPA8.